# Aurelian

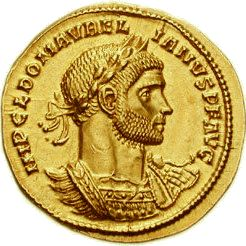
Aureus mit dem Abbild Kaiser Aurelians (271–272 n. Chr.)

Lucius Domitius Aurelianus (kurz Aurelian; * 9. September 214 in Mösien oder Sirmium, Pannonien; † 275 bei Caenophrurium, in der Nähe von Byzanz) war römischer Kaiser in den Jahren von 270 bis 275. Er konnte die Reichseinheit sowohl im Westen als auch Osten wiederherstellen und begann die nach ihm benannte Stadtmauer von Rom.

## Leben

### Frühe Jahre
Aurelian wurde im Jahr 214 in Moesia oder Sirmium in der römischen Provinz Pannonia geboren, angeblich als Sohn eines Landpächters. Bereits früh schlug er eine militärische Laufbahn ein. Über seine Jugend ist äußerst wenig bekannt, da die in der Historia Augusta niedergeschriebenen Geschichten vermutlich nur Hoftratsch und Stereotype wiedergeben. Er war jedenfalls mit Ulpia Severina verheiratet und hatte mit ihr eine Tochter.
Im Jahr 268 befehligte Aurelian die Reiterei in Oberitalien, als Aureolus in Mediolanum (Mailand) einen Aufstand gegen Kaiser Gallienus vom Zaun brach. Zusammen mit dem Oberbefehlshaber der illyrischen Legionen, Claudius Gothicus, schlug Aurelian die Revolte zwar rasch nieder, doch im Anschluss daran wandten auch sie sich offenbar gegen Gallienus und scheinen Mitwisser eines Attentats auf den Kaiser gewesen zu sein. Nach dessen Ermordung übernahm zunächst Claudius die Herrschaft im Reich und beförderte Aurelian zum Oberkommandierenden der Kavallerie.
Als im Jahr 270 Claudius in einer Pandemie, möglicherweise der Cyprianischen Pest, verstarb, übernahm dessen jüngerer Bruder Quintillus den Thron. Aurelian, der sich selbst Hoffnungen auf die Kaiserwürde gemacht hatte, sammelte seine Truppen und marschierte von seinem momentanen Aufenthaltsort an der Donau auf Rom zu. Als Quintillus erkannte, dass er gegen Aurelian nicht die geringste Chance hatte, tötete er sich angeblich selbst.

### Bekämpfung der Germanen

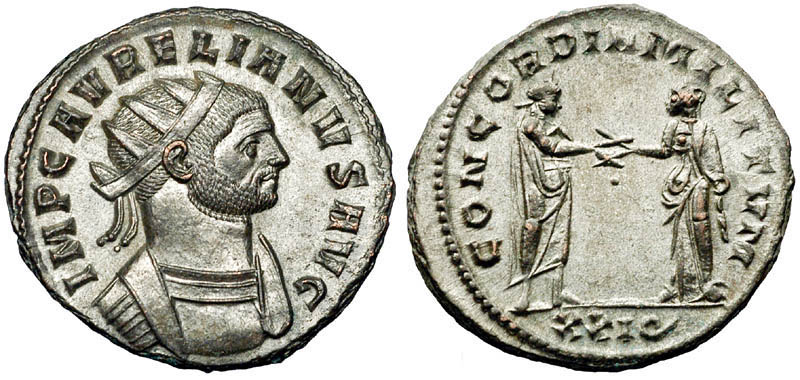
Antoninian des Aurelian

Unmittelbar nach seinem Herrschaftsantritt sah sich Aurelian gezwungen, eine ganze Reihe von Konflikten aus der Herrschaftszeit des Gallienus und des Claudius weiterzuführen. Seit etwa dem Jahr 260 kontrollierte die Regierung nur noch Italien, Nordafrika und den Balkan sowie (zeitweilig) Teile Spaniens und Westkleinasiens, während sowohl die westlichen als auch die orientalischen Provinzen sich faktisch unabhängig gemacht hatten. Doch bevor sich Aurelian diesem Problem zuwenden konnte, musste der Kern seines Herrschaftsgebietes gegen Angreifer gesichert werden. Einen Krieg mit den Goten, die bereits sein Vorgänger entscheidend geschlagen hatte, konnte er relativ schnell zu Ende führen. Größere Gefahren drohten von den Kriegern der Juthungen, Markomannen und Vandalen, die ständig versuchten, über die Donau überzusetzen und teilweise sogar plündernd bis nach Italien gelangten. Mehrere solche Invasionen wurden von Aurelian abgefangen und zerschlagen.
Die erste ernste Krise entstand, als erneut germanische Plünderer die Alpen überquerten und Italien verwüsteten. Aurelian blockierte die Alpenpässe und hoffte, die Angreifer so zur Aufgabe zwingen zu können. Doch er unterschätzte die Gegner, die seine Truppen in einen Hinterhalt lockten und in der Schlacht von Placentia (271) aufrieben.
Die angespannte Situation in Rom entlud sich auf diese Niederlage hin offenbar in einem Aufstand der Münzpräger unter Führung des Felicissimus, die sich angeblich für die ständigen Korruptionsvorwürfe Aurelians rächen wollten. Die Revolte, deren genaue Hintergründe umstritten sind, erfuhr offenbar große Unterstützung auch seitens mancher Senatoren. Aurelian setzte das Militär ein. Schließlich wurde der Aufstand niedergeschlagen; spätere Geschichtsschreiber berichten von über 7000 Opfern auf beiden Seiten und davon, dass sich darunter auch Senatoren befunden hätten.
Inzwischen änderte sich die Lage in Norditalien, weil sich die Angreifer wieder in kleine Gruppen zersplitterten, die plündernd Italien durchstreiften. Die Römer hatten jetzt keine Probleme mehr, diese Gruppen sukzessive auszulöschen. Aurelian gelangen so die Siege in den Schlachten von Fano und Pavia.
Infolge der dramatischen Kämpfe entschied sich Aurelian, Rom mit einem mächtigen Schutzwall zur Abwehr eventueller feindlicher Angriffe zu versehen. Im Jahr 271 begannen die Arbeiten an der Aurelianischen Mauer, die sich noch bis in die Regierungszeit des Probus hinein erstreckten.

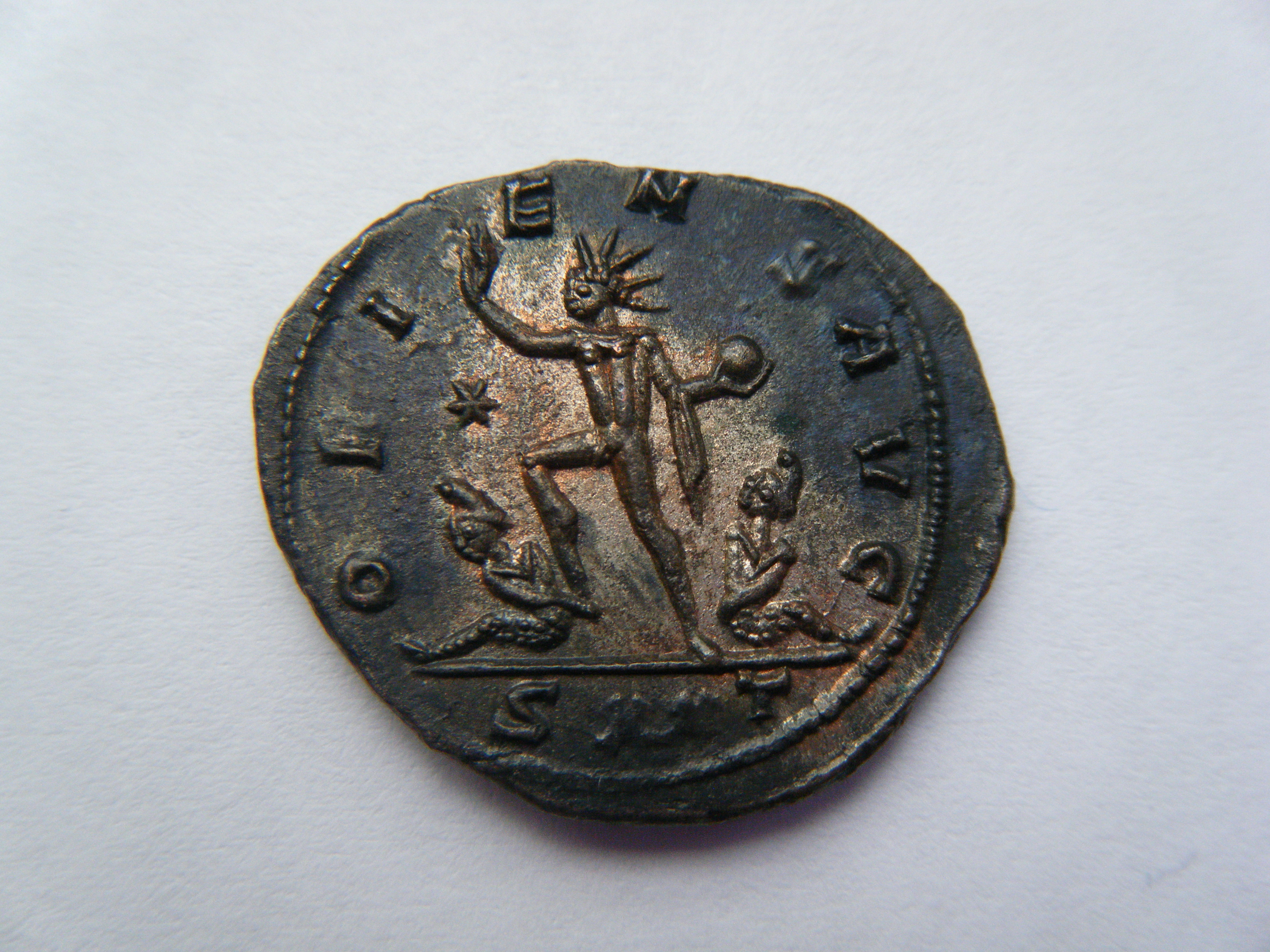
Rückseite Münze Aurelianus', die an den Sieg über Palmyra erinnert ORIENS AVG

### Wiederherstellung der Reichseinheit

Das in drei Teile zerfallene Imperium 272 n. Chr. mit dem gallischen (grün) und palmyrenischen (gelb) Teilreich

Ab dem Jahreswechsel 271/272 sah Aurelian sich zunehmend mit Gegenkaisern wie Septimius und Urbanus konfrontiert, deren Putschversuche jedoch nie von langer Dauer waren. Die größte Herausforderung stellte dagegen Zenobia dar, die Herrscherin über Palmyra, die gemeinsam mit ihrem Sohn Vaballathus die Mehrzahl der Ostprovinzen kontrollierte. Bevor sich Aurelian jedoch den Problemen im Osten zuwandte, musste er zunächst noch die untere Donaugrenze dauerhaft sichern. Im Frühjahr des Jahres 272 schlug er die Goten vernichtend (dabei kam auch deren König Cannabaudes ums Leben) und entschied sich danach, trotz des Sieges die zunehmend von feindlichen Stämmen infiltrierte Provinz Dacia endgültig zu räumen und aufzugeben, da ihre Verteidigung auf Dauer zu kostspielig war.
Nun galt es, die kaiserliche Souveränität im Osten des Reiches wiederherzustellen. Das palmyrische Sonderreich der Zenobia erstreckte sich mittlerweile von Ägypten bis nach Kleinasien, wobei nicht ganz klar ist, ob Zenobia erst auf diese Gebiete ausgriff, nachdem ihr Aurelian den Krieg erklärt hatte. Entgegen allen Erwartungen verlief der Feldzug Aurelians jedenfalls erfolgreich. Schon bei ihrem Marsch durch Kleinasien stieß die kaiserliche Armee kaum auf Widerstand, Ägypten ergab sich bald darauf fast kampflos Aurelians Heerführer Probus, angeblich, ohne dass Opfer zu beklagen gewesen wären. Die entscheidenden Kampfhandlungen fanden bei Immae, Emesa und Palmyra statt, der Hauptstadt des Sonderreiches; sie alle konnten von Aurelian für sich entschieden werden. Noch während der Belagerung von Palmyra versuchte Zenobia, zu den persischen Sassaniden zu fliehen, wurde jedoch an der Grenze von römischen Truppen abgefangen. Palmyra ergab sich dem Sieger und wurde zunächst geschont. Doch nach Aurelians Abzug flackerten in den wiedereroberten Gebieten einige Aufstände auf; diesmal kannte Aurelian keine Gnade und schlug jede Art von Widerstand blutig nieder. Dabei wurde auch das blühende Palmyra gebrandschatzt und fast gänzlich dem Erdboden gleichgemacht. Seine große Zeit war damit vorbei.
Nach seinem triumphalen Sieg im Osten ging Aurelian daran, auch die Verhältnisse im Westen zu ordnen und das dortige Gallisches Sonderreich (Imperium Galliarum) endlich wieder dem Römischen Reich einzugliedern. Dabei kam es zu einem für diese kriegerische Zeit ungewöhnlichen Vorfall: Als die gegnerischen Armeen bei Catalaunum aufeinandertrafen, verließ Tetricus, der regierende gallische Sonderkaiser, seine Truppen und lief, noch während die Schlacht andauerte, zu Aurelian über. Nach kurzer Gefangenschaft erhielt er eine hohe Stellung in der römischen Magistratur, und das Gebiet des Imperium Galliarum wurde im Herbst des Jahres 274 wieder dem Römischen Reich einverleibt.

### Wirtschaftspolitik
Nun hatte Aurelian innerhalb von vier Jahren das unter Gallienus und Claudius noch massiv vom Zerfall bedrohte Römische Reich wieder geeint und gegen die ständigen Übergriffe der germanischen Stämme einigermaßen abgesichert. Im Folgenden musste er nun die innenpolitischen Probleme, vor allem die brachliegende Wirtschaft, ins Auge fassen.
Als erste Maßnahme ließ er zwei hochwertige neue Münztypen einführen (einer davon wurde auch Aurelianus genannt), die den Zahlungsverkehr beleben und das Vertrauen der Bürger in den Geldwert wieder steigern sollten. Auf dem sogenannten Aurelianus erschien ab 274 das Kürzel XXI („21“), das möglicherweise den neuen Wechselkurs von einem Aurelianus zu 20 Sesterzen und damit die Aufwertung der Silbermünze sichtbar dokumentieren sollte. Nach Ansicht vieler Althistoriker hatte die Währungsreform Aurelians aber ganz im Gegenteil den Effekt, dass die Inflation erst recht zu galoppieren begann, da die Menschen dem neuen Geld nicht trauten. Zunächst aber profitierte Aurelian von den Geldern, die aus den wiedergewonnenen Provinzen in die Staatskasse flossen. Mit dieser Finanzkraft konnte es sich Aurelian leisten, einen heftigen Kampf gegen die allgegenwärtige Korruption zu beginnen. Unter anderem musste er – siehe oben – einen Aufstand der korrupten römischen Münzpräger, den Felicissimus begann, mit Waffengewalt niederschlagen. Im Bereich der Landwirtschaft und des Handels kam es, so die spätere Überlieferung, ebenfalls zu heilsamen Gesetzesneuerungen.

### Religionspolitik
Auch in der Religion begünstigte Aurelian einschneidende Veränderungen: Um eine Glaubenseinheit innerhalb des Reichs zu fördern, unterstützte er die Ausbreitung des Sol-Invictus-Kults, als dessen Günstling er sich feiern ließ. Der Überlieferung nach soll Aurelian im Jahr 272 vor der Entscheidungsschlacht gegen Zenobia eine entsprechende Vision gehabt haben. Angeblich gab Aurelian daher zwei Jahre später die Errichtung eines großen Tempels für den Sonnengott Sol in Rom in Auftrag. Die alten römischen Götter verloren derweil wohl schleichend an Bedeutung, auch wenn dies anhand der Quellenlage schwer nachweisbar ist.
Am 25. Dezember 274 feierten die Römer erstmals auf kaiserlichen Erlass reichsweit den Geburtstag des Sonnengottes, was den Grundstein für das spätere Weihnachtsfest gelegt haben könnte. Auf Münzen erschien zunehmend die Inschrift Sol Dominus Imperii Romani („Sol, Herrscher des Römischen Reiches“), wodurch Aurelian sich selber als oberster Stellvertreter des Sonnengottes auf Erden darstellte.
Eusebius von Caesarea und Lactantius sagen Aurelian die Absicht zu einer Christenverfolgung nach; Beweise fehlen jedoch. Der Name des Kaisers ist eng verbunden mit dem Martyrium und Tod der heiligen Kolumba von Sens, die er der Legende zufolge habe enthaupten lassen.

### Tod
Der Tod kam für Aurelian abrupt und unerwartet, als er inmitten seiner Planungen für einen Feldzug gegen die Sassaniden in der Nähe von Caenophrurium in Thrakien erstochen wurde. Als Hintermann für die Tat ist sein Privatsekretär Eros überliefert, der angeblich wegen der aurelianischen Korruptionsbekämpfung keinen anderen Ausweg mehr sah. Unter Kaiser Tacitus wurde Aurelian als divus vergöttlicht.

## Rezeption
Während seiner kurzen Regentschaft vereinte Aurelian das seit dem Jahr 260 dreigeteilte Reich und war maßgeblich daran beteiligt, die Invasoren, welche Italien selbst bedrohten, wieder zurückzuschlagen. Sein Tod kam einer vollständigen Wiederherstellung der politischen Stabilität und der Einrichtung einer langlebigen Dynastie, welche die Ära der Soldatenkaiser beendet hätte, zuvor. Als verhängnisvoll wird allerdings in der modernen Forschung, wie erwähnt, seine Währungsreform gewertet, die die ökonomischen Probleme massiv verschärft habe. Ungeachtet dessen brachte Aurelian das Imperium durch eine sehr kritische Phase seiner Existenz und bewahrte das Reich vor einem Zusammenbruch, ausgelöst von inneren sowie äußeren Faktoren. Insbesondere Kaiser Probus (reg. 276–282) gelang auf dieser Grundlage eine weitere Konsolidierung. Doch erst die Herrschaft Diokletians, die im Jahr 284 begann, sollte die Stabilität fast vollkommen wiederherstellen und die Reichskrise des 3. Jahrhunderts beenden.

## Sonstiges
Die Stadt Aurelianum (Orléans) in der Provinz Gallia Lugdunensis wurde ihm zu Ehren benannt. Die heutige Namensform entspricht einer Lautverschiebung über die Jahrhunderte. Gioachino Rossini schuf 1813 die Oper Aureliano in Palmira.